# ブルームフィールド (コロラド州)
ブルームフィールド（英: Broomfield）は、アメリカ合衆国コロラド州にある統合市郡である。人口は7万4112人（2020年）。コロラド州の都市では人口で第15位、郡としては面積最小である。デンバーの北西25キロメートルに位置している。

## 歴史
ブルームフィールドはボルダー郡の南東隅に位置していたが、自治体としては1961年に法人化された。その地域でブルームコーン（ホウキモロコシ）を栽培していたので市名が付けられた。その後の30年間で隣接するアダムズ郡、ジェファーソン郡、ウェルド郡の町を含め、合併によって大きくなった。1990年代、市の指導者達が、4つの郡に跨っていることで4つの裁判所地区、4つの郡庁所在地、4つの郡消費税が関わる複雑さを避けるために、別の郡として創設するための動きを始めた。また政治的にも昔からボルダー郡とは異なる特徴があったことも分離を推進する要素になった。ブルームフィールドは、独自の郡政府でより即応性のあるサービスを提供できると主張し、新しい郡を作るためにコロラド州憲法の修正を要求した。その修正は1998年に成立し、その後3年間の移行期間を経て、2001年11月15日にコロラド州64番目の郡、かつ2番目の統合市郡として誕生した。

## 経済
1990年代、ブルームフィールドなどデンバー市の郊外部は経済的に大きく成長し、その主要因はハイテク産業だった。ブルームフィールド経済開発会社のサイトに拠れば、市内主要雇用主として、第1位がIBMで従業員数3,400人、第2位がボールコープで同3,100人、第3位がレベル3コミュニケーションズで同2,089人となっている。シーゲイト・テクノロジーとオラクル（元サン・マイクロシステムズ）も市内で存在感のあるハイテク企業である。

## アウトドア
ブルームフィールド市内には湖や公園を繋ぐ広範な遊歩道体系がある。1つの景観道は市に西部にあるスターンズ湖とジョッシュ池を繋いでいる。またアメリカ同時多発テロ事件の記念碑があり、崩壊したタワーの鋼材の破片が納められている。
市内ではブルームフィールド・ブリッツ・ユースフットボールなど多くの青年スポーツを支援する団体がある。この団体は非営利団体であり練習や運動能力開発に貢献している。
市内にはスケート公園があり、ボウルや大きなハーフパイプがある。また幾つかの障害物コースもある。

## 地元企業
フラティロン・クロッシング・モールは大型ショッピングと娯楽のセンターであり、キーテナントとしてノードストローム、メイシーズ、ザ・グレート・インドアズ、ベスト・バイなどが入っている。
「ブルームフィールド・エンタープライズ」は地元の新聞社である。
ブルームフィールド商工会議所は地元の商工業者を取りまとめている。

## 郡政府
ブルームフィールド市郡の政府は、市郡長、市郡長代行、市郡マネジャー、市郡検察官が各1人いる。市郡政委員会は5つの選挙区から選ばれた各1人の委員によって構成されている。

## 地理と気候
ブルームフィールドは北緯39度55分55秒 西経105度3分57秒 / 北緯39.93194度 西経105.06583度 (39.931817, -105.065919)に位置する。
アメリカ合衆国国勢調査局に拠れば、市域全面積は27.5平方マイル (71.2 km2)、このうち陸地は27.1平方マイル (70.2 km2)、水域は0.3平方マイル (0.8 km2)で水域率は1.24％である。
ブルームフィールドはステップ気候（ケッペンの気候区分BSk）にある。
| ブルームフィールドの気候 | ブルームフィールドの気候 | ブルームフィールドの気候 | ブルームフィールドの気候 | ブルームフィールドの気候 | ブルームフィールドの気候 | ブルームフィールドの気候 | ブルームフィールドの気候 | ブルームフィールドの気候 | ブルームフィールドの気候 | ブルームフィールドの気候 | ブルームフィールドの気候 | ブルームフィールドの気候 | ブルームフィールドの気候 |
| 月                       | 1月                      | 2月                      | 3月                      | 4月                      | 5月                      | 6月                      | 7月                      | 8月                      | 9月                      | 10月                     | 11月                     | 12月                     | 年                       |
| ------------------------ | ------------------------ | ------------------------ | ------------------------ | ------------------------ | ------------------------ | ------------------------ | ------------------------ | ------------------------ | ------------------------ | ------------------------ | ------------------------ | ------------------------ | ------------------------ |
| 最高気温記録 °F （°C）   | 77 (25)                  | 77 (25)                  | 83 (28)                  | 90 (32)                  | 101 (38)                 | 103 (39)                 | 108 (42)                 | 104 (40)                 | 101 (38)                 | 91 (33)                  | 82 (28)                  | 77 (25)                  | 108 (42)                 |
| 平均最高気温 °F （°C）   | 44 (7)                   | 48 (9)                   | 54 (12)                  | 61 (16)                  | 71 (22)                  | 82 (28)                  | 88 (31)                  | 86 (30)                  | 78 (26)                  | 66 (19)                  | 52 (11)                  | 45 (7)                   | 65 (18)                  |
| 日平均気温 °F （°C）     | 30 (−1)                  | 34 (1)                   | 40 (4)                   | 47 (8)                   | 57 (14)                  | 66 (19)                  | 72 (22)                  | 70 (21)                  | 62 (17)                  | 51 (11)                  | 38 (3)                   | 31 (−1)                  | 50 (10)                  |
| 平均最低気温 °F （°C）   | 16 (−9)                  | 20 (−7)                  | 26 (−3)                  | 33 (1)                   | 42 (6)                   | 51 (11)                  | 56 (13)                  | 55 (13)                  | 47 (8)                   | 36 (2)                   | 25 (−4)                  | 18 (−8)                  | 35 (2)                   |
| 最低気温記録 °F （°C）   | −15 (−26)                | −17 (−27)                | −5 (−21)                 | 6 (−14)                  | 12 (−11)                 | 30 (−1)                  | 33 (1)                   | 41 (5)                   | 18 (−8)                  | 5 (−15)                  | −6 (−21)                 | −24 (−31)                | −24 (−31)                |
| 降水量 inch （mm）       | 0.39 (9.9)               | 0.33 (8.4)               | 0.92 (23.4)              | 1.78 (45.2)              | 2.25 (57.2)              | 1.55 (39.4)              | 1.71 (43.4)              | 1.32 (33.5)              | 0.88 (22.4)              | 0.82 (20.8)              | 0.83 (21.1)              | 0.47 (11.9)              | 13.25 (336.5)            |
| 出典：Weather.com        |                          |                          |                          |                          |                          |                          |                          |                          |                          |                          |                          |                          |                          |

### 隣接する郡
- ウェルド郡 - 北東
- アダムズ郡 - 南東
- ジェファーソン郡 - 南西
- ボルダー郡 - 北西

## 人口動態
以下は2000年の国勢調査による人口統計データである。
| 基礎データ - 人口: 38,272人 - 世帯数: 13,842 世帯 - 家族数: 10,270 家族 - 人口密度: 545.1人/km2（1,411.6人/mi2） - 住居数: 14,322軒 - 住居密度: 204.0軒/km2（528.2軒/mi2） 人種別人口構成 - 白人: 88.62% - アフリカン・アメリカン: 0.92% - ネイティブ・アメリカン: 0.61% - アジア人: 4.14% - 太平洋諸島系: 0.04% - その他の人種: 3.21% - 混血: 2.45% - ヒスパニック・ラテン系: 9.07% 年齢別人口構成 - 18歳未満: 29.3% - 18-24歳: 7.7% - 25-44歳: 36.3% - 45-64歳: 20.1% - 65歳以上: 6.6% - 年齢の中央値: 33歳 - 性比（女性100人あたり男性の人口） - 総人口: 101.0 - 18歳以上: 100.2 | 世帯と家族（対世帯数） - 18歳未満の子供がいる: 41.2% - 結婚・同居している夫婦: 61.8% - 未婚・離婚・死別女性が世帯主: 8.2% - 非家族世帯: 25.8% - 単身世帯: 19.3% - 65歳以上の老人1人暮らし: 4.2% - 平均構成人数 - 世帯: 2.76人 - 家族: 3.19人 収入と家計 - 収入の中央値 - 世帯: 69,419米ドル（2007年推計） - 家族: 82,106米ドル（2007年推計） - 性別 - 男性: 49,732米ドル - 女性: 31,864米ドル - 人口1人あたり収入: 26,488米ドル - 貧困線以下 - 対人口: 4.2% - 対家族数: 2.1% - 18歳未満: 4.3% - 65歳以上: 6.3% |

## 交通

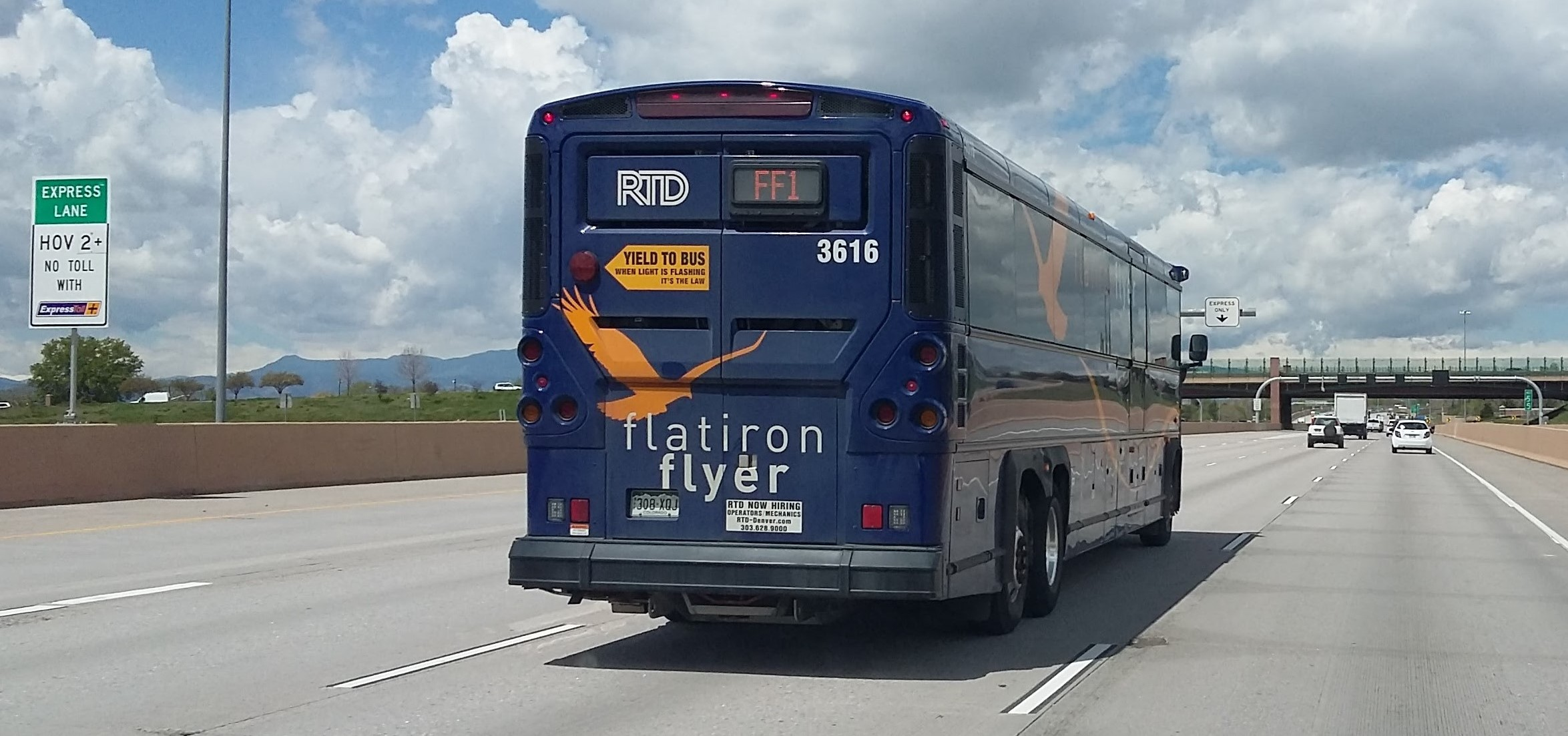
高速バス

- 高速バス - デンバーとボルダーを結ぶ高速バス（en:Flatiron Flyer）が利用できる。
- 空港 - ジェファーソン郡が運営するジェフコ空港が市内に立地している。

## 教育
ブルームフィールドが4つの郡に跨って存在していたので、生徒達はそれぞれの郡の学校に通っていた。統合市郡となった今でも昔の郡境に応じた学区の学校に通っている。
主要な教育学区はアダムズ25星教育学区とボルダーバレー教育学区である。
ブルームフィールドには大型の公立高校が2校あり、中学校2校、小学校8校がある。私立学校は3校ある。また幼稚園生から12年生までのチャータースクールであるフロンレンジ・アカデミーがあり、市内には2つのキャンパスがある。

## 姉妹都市（町）
ブルームフィールド市郡はシスターシティ・インターナショナルに登録される姉妹都市2件を締結している
- イギリス、ケント州、ブルームフィールド・アンド・キングスウッド
- 日本、長野県、上田市（2006年3月6日に丸子町が上田市と合併）